# Eligio Ayala
José Eligio Ayala (Mbuyapey, 4 de diciembre de 1878-Asunción, 24 de octubre de 1930) fue un abogado, estadista y político paraguayo que ocupó la presidencia en dos ocasiones. Primero, como presidente provisorio, desde el 12 de abril de 1923 hasta el 17 de marzo de 1924, y luego, como presidente constitucional, del 15 de agosto de 1924 al 15 de agosto de 1928. Durante su mandato, contribuyó de manera significativa a la política y la historia del país. Es considerado «el presidente más honesto y eficiente» y uno de los estadistas más prominentes de Paraguay.
Su gestión como ministro de Hacienda y, posteriormente, como presidente (1923-1924 y 1924-1928) se caracterizó por reformas económicas y administrativas que fortalecieron al Estado paraguayo. Implementó una política fiscal rigurosa, promovió la modernización del país y dejó un sistema financiero estable que resultó clave para la preparación paraguaya en la guerra del Chaco (1932-1935). Su visión técnica y su enfoque pragmático en la administración pública lo distinguen como uno de los líderes más influyentes en la historia del país.

## Biografía

### Vida personal y familia
Nació en Mbuyapey, Departamento de Paraguarí, Paraguay, el 4 de diciembre de 1878. Inicialmente era apodado «El Breve» por su baja estatura, y más tarde se le bautizó con el apodo de «El Grande» por su significativo aporte al país. Profesaba la religión católica.
Era hijo de Mariano Sisa, un inmigrante de origen español que ejercía la docencia, y de Manuela de Jesús Ayala, de nacionalidad paraguaya. En su familia, se destacó su vínculo gemelar con Emilio de Jesús Ayala, además de ser hermano de padre de Eliseo, Juan Pablo, Juan Bautista, Asunción, Mariana y Manuel Sisa.
La familia residía en una pequeña finca rural y se dedicaba a actividades agrícolas y de subsistencia. En ese periodo, la población estaba compuesta mayoritariamente por mujeres, niños y ancianos, en un contexto de reconstrucción posterior a la guerra de la Triple Alianza (1864–1870). Ayala pasó sus primeros años en Mbuyapey, realizando tareas rurales y asistiendo a la escuela primaria. Participaba en actividades comunitarias como los campeonatos de fútbol con pueblos vecinos, y según registros orales, mostró desde joven interés por el conocimiento y la vida pública. Fue monaguillo de una Iglesia católica local.
Eligio Ayala fue padre de Abelardo (fruto de su relación con Rosaura González), Anastasia (hija de Candelaria Duplán) y de Rafael Ayala Ferreira.

### Formación académica
Inició su trayectoria académica en el Colegio Nacional de Encarnación, donde cursó la educación primaria entre 1894 y 1896. Posteriormente, prosiguió su formación en el Colegio Nacional de la Capital Gral. Bernardino Caballero entre 1897 y 1899, culminando sus estudios secundarios con la obtención del título de bachiller en ciencias y letras.
A partir del año 1900, ingresó a la Universidad Nacional de Asunción, donde llevó a cabo una rigurosa formación en ciencias jurídicas, obteniendo la licenciatura en derecho en 1905, lo que le habilitó para el ejercicio profesional como abogado.
En su búsqueda de especialización, emprendió estudios avanzados en Europa. Entre 1914 y 1915, se matriculó en la Universidad de Heidelberg, Alemania, donde profundizó en economía política, filosofía y derecho, adquiriendo una perspectiva analítica en torno a las estructuras socioeconómicas y normativas. Posteriormente, entre 1916 y 1919, prosiguió su instrucción en la Universidad de Zúrich, Suiza, donde amplió su formación en disciplinas como economía y sociología, consolidando un enfoque interdisciplinario que caracterizaría su pensamiento y su futura gestión en la esfera pública.
Formó parte de un destacado círculo de intelectuales paraguayos en el año 1911, coincidiendo con el centenario de la independencia nacional. Este grupo incluía a figuras como Eloy Fariña Núñez, Juan E. O'Leary, Alejandro Guanes, Arsenio López Decoud, Ignacio A. Pane, Fulgencio R. Moreno y Eusebio Ayala, entre otros. Juntos, estos intelectuales contribuyeron significativamente al renacimiento cultural y político del Paraguay tras la guerra de la Triple Alianza.

### Carrera profesional, política y militar
En 1904, interrumpió temporalmente su actividad en la enseñanza para incorporarse al campamento revolucionario en Villeta, en el contexto de los conflictos internos que marcaron el inicio del siglo XX en Paraguay. Al año siguiente, en 1905, además de retomar la docencia, asumió funciones en el Archivo Nacional de Asunción, desempeñando labores de carácter archivístico y documental.
Su incursión en la administración judicial comenzó con el cargo de juez en lo civil, tras haberse desempeñado previamente como fiscal del crimen.
En 1907, inició formalmente su carrera en la política al postularse como diputado, resultando electo al año siguiente. En 1908, asumió como diputado por el Partido Liberal, consolidando su posición dentro del Poder Legislativo. Su ascenso fue vertiginoso, alcanzando la presidencia de la Cámara de Diputados el 22 de abril de 1910, a los 30 años de edad.
En cuanto a su carrera militar, alcanzó el rango de teniente segundo. Participó activamente en el conflicto de la guerra civil paraguaya de 1922-1923, un evento decisivo en la historia política y militar del país.
Estuvo afiliado al Partido Liberal entre 1900 y 1906, luego se unió a la Liga de la Juventud Independiente entre 1906 y 1908, para finalmente regresar al Partido Liberal a partir de 1908.
Trabajó como catedrático universitario en diversas etapas de su vida. Para subsistir, ofreció clases particulares, siendo uno de los intelectuales más brillantes de su época. También incursionó en la escritura de ensayos, abordando temas filosóficos y políticos, entre ellos el marxismo y el materialismo histórico. Un ejemplo de su producción intelectual es El materialismo histórico, un ensayo que redactó en Clarens, Suiza, entre noviembre de 1915 y enero de 1916, y que fue publicado en Asunción en 1989.
En 1916, fue convocado por el presidente del país, Manuel Franco, para integrar el gabinete ministerial, propuesta que declinó. En 1919, aceptó la invitación del presidente Manuel Gondra para ocupar el Ministerio de Hacienda, reincorporándose al gobierno en agosto de 1920.
Su férrea oposición al liderazgo de Albino Jara, quien había concentrado el poder de manera autoritaria en Paraguay, lo llevó a un autoexilio en Argentina.
Tras su mandato presidencial, ampliamente reconocido por su estabilidad administrativa y sus reformas económicas, en 1928 entregó el mando a José P. Guggiari y reasumió el Ministerio de Hacienda, cargo que ejerció hasta su fallecimiento.
Entre las condecoraciones que recibió a lo largo de su trayectoria, se encuentra la Gran Cruz de la Real Orden de Isabel la Católica.

## Presidencia de la República (1923-1928)

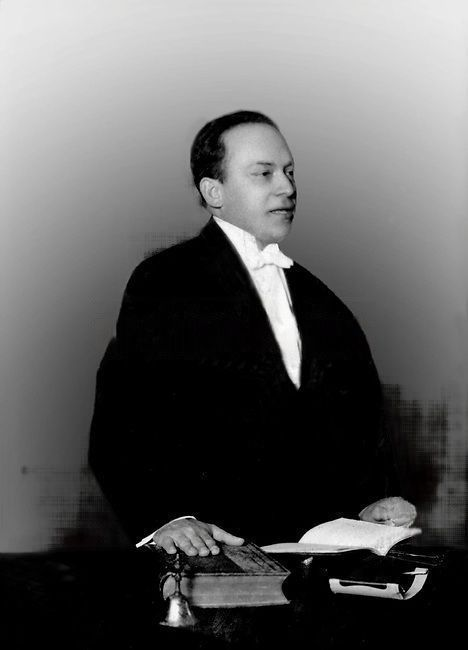
Eligio Ayala en su toma de posesión como presidente de Paraguay.

«Un gobierno no debe entorpecer, corromper ni dividir a los partidos políticos. Un partido que apoye al gobierno debe estar unido y ser poderoso y de elevada moralidad. Los más aptos, los más capaces, deben ocupar los cargos de la administración pública»
 —Eligio Ayala, c. 1920.
A raíz de la dimisión del presidente provisional Eusebio Ayala, durante el periodo de inestabilidad política que caracterizó la primera mitad de la década de 1920, Eligio Ayala, designado por el Congreso Nacional, asumió la presidencia provisional de la República en abril de 1923. En esta etapa, impulsó la pacificación del país tras los trastornos generados por la Revolución de 1921-1922, así como el saneamiento de las finanzas públicas. El 3 de febrero de 1924, la Convención Liberal lo nominó candidato para la presidencia, mientras que Manuel Burgos fue designado para ocupar la Vicepresidencia, conformando la fórmula electoral para los comicios de ese mismo año.
El 13 de marzo de 1924, Ayala presentó su renuncia a la presidencia provisional, explicando:
«Agradezco a V. Honorabilidad la confianza para desempeñar un cargo de tan graves responsabilidades. Declaro ante V. Honorabilidad que he hecho lo imposible para no defraudarla, en medio de muchas y poderosas contrariedades».
Con la vacante presidencial, el Congreso Nacional eligió al doctor Luis Alberto Riart como nuevo presidente provisional.
La renuncia de Ayala tuvo como objetivo facilitar el proceso electoral, y dado que no enfrentó oposición significativa en las urnas, asumió la presidencia de la República del Paraguay el 15 de agosto de 1924.
Su gabinete ministerial quedó conformado de la siguiente manera:
- Ministerio del Interior: Belisario Rivarola;

- Ministerio de Relaciones Exteriores: Manuel Peña / Enrique Bordenave;

- Ministerio de Hacienda: Manuel Benítez / Rodolfo González;

- Ministerio de Justicia e Instrucción Pública: Enrique Bordenave / Adolfo Aponte / Luis Isasi;

- Ministerio de Guerra y Marina: Luis Alberto Riart.

En su discurso dirigido al Congreso en 1926, Ayala expuso una serie de postulados que definieron su visión sobre el gobierno republicano y la democracia paraguaya, destacándose los siguientes:
a) 

«El gobierno republicano se basa en la deliberación pública y la libre opinión, lo que lo hace incompatible con el despotismo y la demagogia».

b) 

«El sistema debe ser una aleación equilibrada entre la autoridad y la libertad. Ni la libertad debe degenerar en licenciosidad, ni la autoridad en opresión».

c) 

«Este equilibrio entre autoridad y libertad es lo que nos ha faltado para lograr una realización plena del gobierno republicano».

d) 

«El gobierno republicano infunde confianza en el pueblo, pero esta puede degenerar en el menosprecio de la capacidad, con la errónea creencia de que cualquier individuo es apto para cualquier cargo».

e) 

«Nuestra democracia ha atravesado múltiples crisis, siendo la más reciente y dolorosa la de los años 1922-1923, y, en consecuencia, hemos sido los únicos en padecerlas».

f) 

«El pesimismo respecto a la democracia es infundado. La democracia paraguaya ha demostrado resistencia frente a amenazas internas y externas».

g) 

«La opinión pública debe prevalecer sobre la coerción de las fuerzas de seguridad».

h) 

«El régimen republicano debe fundamentarse necesariamente en la opinión pública, y nuestra democracia no necesita de figuras providenciales o autócratas».

i) 

«Sin embargo, la historia demuestra que la democracia puede elevar a las naciones a la cima de la grandeza o sumirlas en la disolución social. Por ello, debemos organizarnos para prevenir su degeneración».

j) 

«Para que exista un gobierno republicano, como establece nuestra Constitución, es imprescindible que haya opinión pública, vida cívica y una conciencia ética colectiva».

Durante su segundo mandato, el país experimentó un incremento notable en la actividad laboral, la producción, las exportaciones, así como una mejora sustancial en la situación económica y financiera del Estado. Entre los logros más destacados de su gestión se incluyen la firma de un convenio con los tenedores de bonos relativos a los empréstitos de 1871-1872; la creación de la Facultad de Ciencias Físicas y Matemáticas; la firma de los tratados Díaz León-Gutiérrez con Bolivia e Ibarra-Mangabeira con Brasil, complementario al tratado de 1872; la instauración del arzobispado de Asunción y la fundación de una Escuela de Agricultura. Impulsó la creación del Touring Club, sugerido por el administrador del Banco Agrícola, Desiderio Segovia Montania.
Se realizaron reformas al sistema educativo, tanto en la enseñanza primaria como secundaria, y se promovió la transformación de la Universidad Nacional de Asunción mediante la adopción de la autonomía.
Eligio Ayala sostenía que únicamente a través del ejercicio de una pedagogía ciudadana se podría garantizar un futuro político claro, subrayando que «las democracias incultas, por lógica de la menor resistencia, caen en los unicatos dictatoriales».
Uno de los logros más destacados de su administración fue la preparación de la defensa ante el inminente conflicto con Bolivia por la región del Chaco Boreal. Su labor en este ámbito fue crucial, incluyendo la mejora de las Fuerzas Armadas del Paraguay mediante el incremento de la dotación de la Escuela Militar, la creación de los arsenales de guerra y marina en el puerto de Sajonia, así como la fundación de la Escuela de Aspirantes a Oficiales de Reserva. Ayala también envió oficiales a perfeccionar sus conocimientos en academias militares internacionales, destacándose los mayores José Félix Estigarribia y Juan Bautista Ayala a Francia; Camilo Recalde y Carlos J. Fernández a Italia; Luis Irrazábal a Bélgica; y varios oficiales a Argentina y Chile. Durante su mandato se fundaron importantes fortines, como Nanawa, «Pte. Ayala», Gondra, Falcón, Boquerón, Toledo, Corrales, Pitiantuta (o Carlos Antonio López), Galpón, entre otros. Se incorporaron los cañoneros Paraguay y Humaitá, que aseguraron el control del río y el apoyo logístico al Ejército Paraguayo en campaña. Su preocupación por la defensa del Chaco tuvo en el general Manlio Schenoni un colaborador eficaz, responsable de la adquisición de armamento y equipos de gran relevancia.
En el ámbito económico, se creó la casa de cambio, lo que permitió el establecimiento de regulaciones para los especuladores, usureros y estafadores, quienes debieron ajustarse a nuevas normativas. Este cambio marcó el fin de la era del «A buen tiempo» y dio paso a una nueva etapa que permitió al Paraguay crear reservas monetarias en divisas sólidas.
En cuanto a la política de colonización, Ayala apostó firmemente por la llegada de los menonitas al país, un proceso iniciado durante el gobierno de Manuel Gondra con la promulgación de la Ley 514/21, conocida como la «Ley de los menonitas». Ayala facilitó la llegada de los colonos menonitas, a quienes recibió en la rada de Asunción, hablándoles en un alemán fluido, un hecho que aún es recordado por los descendientes de aquellos primeros colonos. El primer contingente, proveniente de Canadá, llegó en 1926, y los primeros menonitas de Rusia arribaron al Paraguay en 1927.
Durante el gobierno de Eligio Ayala, se impulsó una reforma del sistema electoral, iniciando discusiones sobre las bases de una nueva legislación en colaboración con líderes republicanos como Juan León Mallorquín y otros. En 1928, por primera vez en la historia constitucional del país, se presentó una competencia electoral con dos candidatos provenientes de partidos opuestos por el Poder Ejecutivo. El Partido Colorado presentó a Eduardo Fleytas como candidato a presidente de Paraguay y al doctor Eduardo López Moreira como vicepresidente, quienes se enfrentaron a los candidatos del Partido Liberal Radical Auténtico, José P. Guggiari y Emiliano González Navero. Este proceso marcó el inicio de la posibilidad de alternancia en el poder político del Paraguay.

### Reformas económicas y laborales en su gobierno
Durante su administración, se implementaron reformas estructurales en materia económica y social. Se aprobaron leyes clave, entre ellas:
- Ley de Creación, Fomento y Conservación de la Pequeña Propiedad Agropecuaria, orientada a garantizar el acceso a la tierra y promover la productividad en el sector rural.

- Ley de Accidentes de Trabajo, estableciendo un marco normativo para la protección de los trabajadores ante riesgos laborales.

- Legislaciones sobre Pensiones y Jubilaciones, ampliando el alcance de la seguridad social en el país.

Entre 1924 y 1926, se incorporó un considerable número de maquinarias agrícolas, incluyendo arados, tractores, cultivadoras y sembradoras, modernizando la producción agropecuaria y fomentando el desarrollo del sector primario.
En el ámbito financiero, el representante paraguayo en Londres firmó un tratado internacional con los tenedores de bonos de los empréstitos contraídos por Paraguay desde 1871, reestructurando las obligaciones internacionales del país y fortaleciendo la confianza en la gestión fiscal.

### Reformas y gestos políticos
En octubre de 1925, ordenó la repatriación de los restos de José De la Cruz Ayala (Alón), su tío, cuyos restos se hallaban en Entre Ríos, Argentina, desde 1892. Él mismo encabezó la comitiva que depositó la urna en el Panteón de la Sociedad «18 de Octubre», en el Cementerio de la Recoleta de Asunción.
Como ministro de Hacienda, adoptó una postura rigurosa en la administración de los recursos públicos. Un episodio ilustra su carácter inflexible: ante una solicitud del presidente José P. Guggiari, quien requería la creación de un rubro presupuestario para un asistente personal, Ayala respondió de su puño y letra en la misma nota:
«Si el Presidente [sic.] de la República quiere un secretario fuera de presupuesto, que lo pague de su bolsillo»
Durante su gestión, aprobó la primera conmemoración oficial en honor al mariscal Francisco Solano López, organizada por el Partido Colorado, a pesar de la fuerte oposición de dirigentes liberales, entre ellos el ministro Belisario Rivarola.

#### Matanza de Puerto Pinasco (1927)
Uno de los episodios más violentos y controvertidos de la historia social paraguaya tuvo lugar el 15 de julio de 1927, durante el gobierno de Ayala, en Puerto Pinasco. Un grupo de obreros «hacheros» inició una serie de protestas contra la empresa estadounidense International Products Corporation (IPC), demandando la reducción de la jornada laboral de 12 a 8 horas y una mejora en la remuneración.
Alrededor de 3000 trabajadores se sumaron a las medidas de fuerza, que incluyeron huelgas de hambre, bloqueos de rutas y ocupación de puertos. Ante la falta de respuesta por parte del gobierno y la empresa, los huelguistas amenazaron con tomar la comisaría y el puerto de la ciudad si no se atendían sus exigencias.
En respuesta, la empresa estadounidense solicitó intervención estatal, y el gobierno envió un contingente de 30-35 soldados desde Concepción para reprimir la protesta. La cifra exacta de víctimas sigue siendo incierta, pero se estima que entre 12 y más de 20 obreros fueron asesinados, además de numerosos heridos. No existen registros sobre bajas entre las fuerzas estatales.
La represión estuvo acompañada de una estricta censura periodística, lo que limitó la difusión de los hechos. Se denunciaron ejecuciones extrajudiciales, incluyendo el ahorcamiento de al menos 5 obreros por orden de la empresa, así como la práctica de arrojar los cuerpos de los muertos y heridos en canoas hacia el río Paraguay para ocultar la magnitud de la masacre.
El conflicto en Puerto Pinasco no finalizó con la represión de 1927, sino que se extendió hasta 1929, caracterizado por despidos masivos y nuevas represiones contra los trabajadores.
Según el historiador británico Andrew Nickson, la combinación de censura impuesta por los gobiernos liberales, el alto índice de analfabetismo y la inminencia de la guerra del Chaco contribuyó a que este episodio quedara en gran medida excluido de la historiografía oficial paraguaya.

## Ruptura con el Partido Liberal y retiro de la vida pública
Convencido de que la inestabilidad política y las luchas intestinas debilitaban la gobernabilidad, Ayala se erigió en un opositor de la anarquía liberal y propició medidas para preservar la estabilidad del Estado, conteniendo por un tiempo las insurrecciones y los golpes de Estado recurrentes en el país. No obstante, cansado del desorden interno, presentó su renuncia al Partido Liberal el 29 de septiembre de 1929, mediante una nota con membrete del Ministerio de Hacienda del Paraguay, dirigida al presidente del partido:
«He resuelto retirarme de toda actividad pública y política. Por consiguiente, ruego a usted se sirva considerarme fuera del partido y sustraído de toda responsabilidad incluyente a los actos del mismo. Saludo a usted muy atentamente».
—Eligio Ayala.

## Fallecimiento
El 23 de octubre de 1930, Ayala falleció a consecuencia de un incidente de naturaleza pasional, en el que estuvieron involucrados Hilda Diez, su asistente doméstica y pareja sentimental, y Tomás Bareiro. La reconstrucción de los hechos, basada en la causa penal tramitada ante el Juzgado del Crimen, afirma que la única testigo presencial fue Diez, quien incurrió en múltiples contradicciones en su declaración.
De acuerdo a lo recogido en la causa, aproximadamente a las 20:30 horas, el entonces ministro Ayala se dirigió al domicilio de Diez, una propiedad que él mismo le había obsequiado, ubicada en la intersección de las calles Manuel Domínguez y Samuhú Peré (actualmente Juan de Salazar y Boquerón). Al llegar, golpeó la puerta en reiteradas ocasiones y, ante la demora en recibir respuesta, continuó insistiendo hasta que esta fue abierta.
Al ingresar en la vivienda, Ayala advirtió la presencia de Tomás Bareiro, quien intentaba ocultarse detrás de un ropero. Acto seguido, Bareiro abrió fuego con un revólver .38 Special, impactando a Ayala en el brazo, la oreja y el abdomen. Pese a la gravedad de las heridas, Ayala logró extraer su pistola Colt calibre .38 y efectuar cuatro disparos, alcanzando a Bareiro. Este último, gravemente herido y cubierto de sangre, intentó escapar por el patio trasero, pero sucumbió antes de lograrlo.
Mientras tanto, Ayala, en estado crítico y desangrándose, consiguió incorporarse y caminar dos cuadras hasta el Belvedere, donde abordó un taxi y solicitó ser trasladado al Sanatorio Masi Escobar. En el trayecto, con evidente deterioro físico y mental, pronunció una de sus últimas frases:
«Estoy librando horas terribles»
Ya en el sanatorio, su estado se agravó debido a una hemorragia masiva. Permaneció varias horas en agonía, acompañado por el presidente, José P. Guggiari, hasta su fallecimiento a las 14:15 horas del 24 de octubre de 1930.

### Reconocimiento póstumo
El 1 de marzo de 2011, en conmemoración del Día de los Héroes en Paraguay, sus restos fueron trasladados al Panteón Nacional de los Héroes en Asunción, en reconocimiento por sus aportes al desarrollo del país.